# Amtsgericht Schleswig

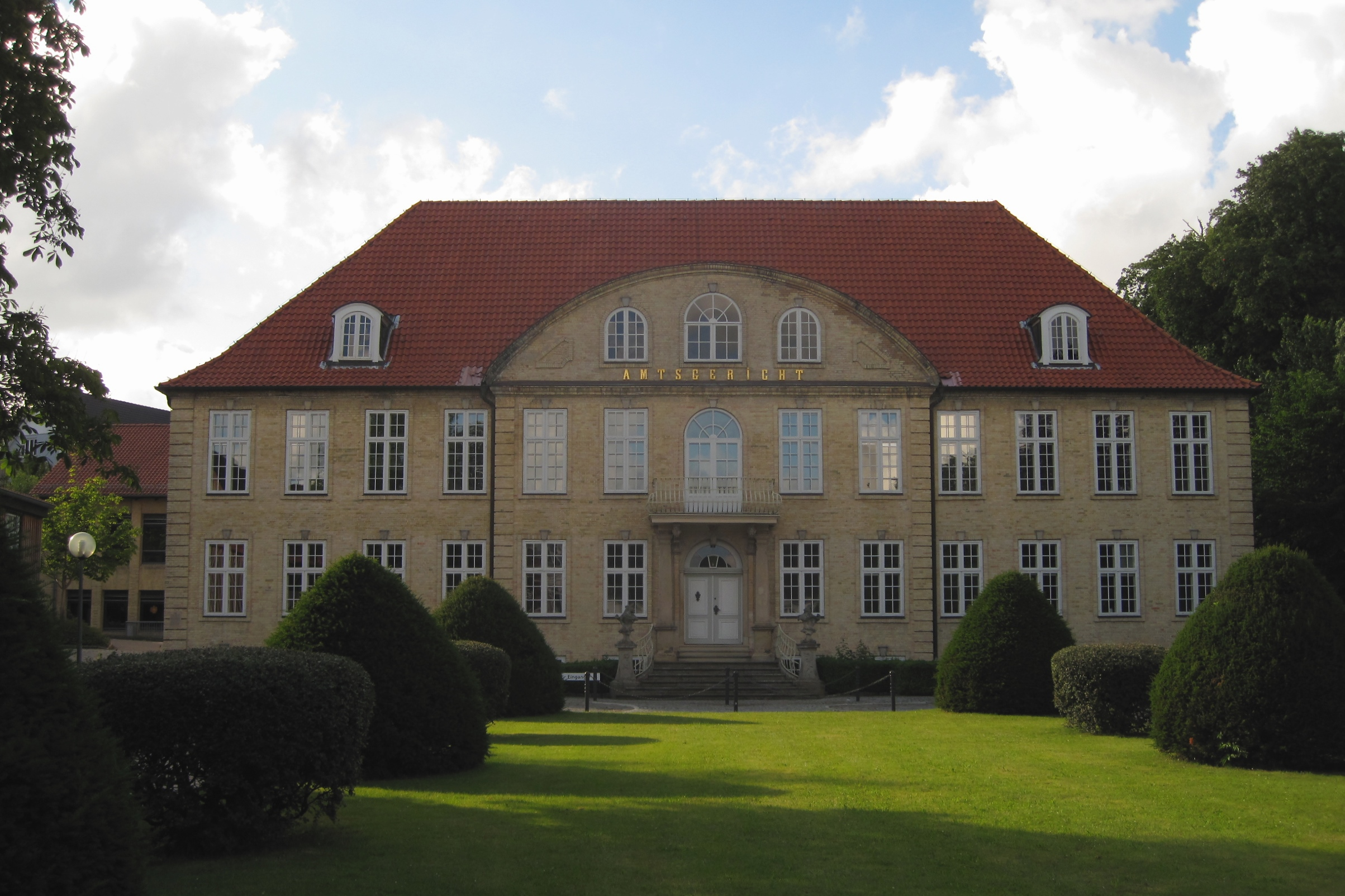
Heespenhof, Gebäude des Amtsgerichts Schleswig

Das Amtsgericht Schleswig ist ein deutsches Gericht der ordentlichen Gerichtsbarkeit im Bezirk des Landgerichts Flensburg. Das Gericht ist eines von 22 Amtsgerichten im Land Schleswig-Holstein.

## Gerichtssitz und -bezirk

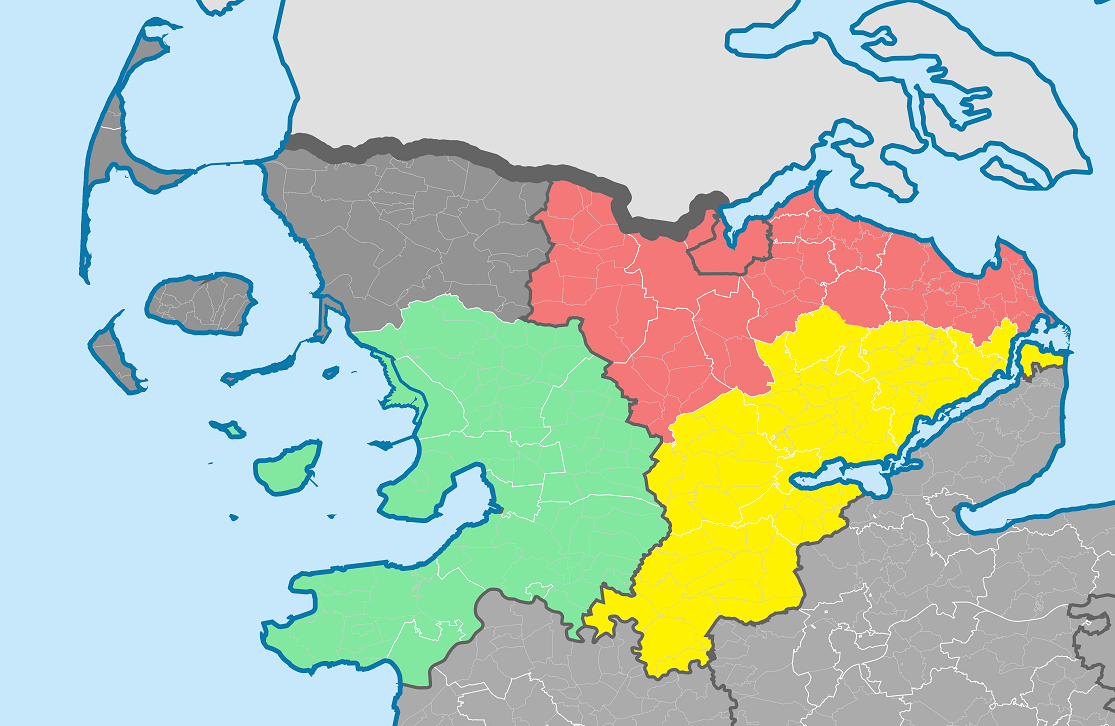
Gerichtsbezirke der dem LG Flensburg nachgeordneten Amtsgerichte
AG Niebüll
AG Flensburg
AG Husum
AG Schleswig

Sitz des Gerichts ist die Stadt Schleswig.
Der Gerichtsbezirk umfasst das Gebiet der folgenden Städte und Gemeinden.
- Alt Bennebek
- Arnis
- Bergenhusen
- Böel
- Böklund
- Börm
- Bollingstedt
- Boren
- Borgwedel
- Brodersby-Goltoft
- Busdorf
- Dannewerk
- Dörpstedt
- Ellingstedt
- Erfde
- Fahrdorf
- Geltorf
- Grödersby
- Groß Rheide
- Havetoft
- Hollingstedt
- Hüsby
- Idstedt
- Jagel
- Jübek
- Kappeln
- Klappholz
- Klein Bennebek
- Klein Rheide
- Kropp
- Loit
- Lottorf
- Lürschau
- Meggerdorf
- Mittelangeln
- Mohrkirch
- Neuberend
- Norderbrarup
- Nottfeld
- Nübel
- Oersberg
- Rabenkirchen-Faulück
- Rügge
- Saustrup
- Schaalby
- Scheggerott
- Schleswig
- Schnarup-Thumby
- Schuby
- Selk
- Silberstedt
- Stapel
- Steinfeld
- Stolk
- Struxdorf
- Süderbrarup
- Süderfahrenstedt
- Taarstedt
- Tetenhusen
- Tielen
- Tolk
- Treia
- Twedt
- Ülsby
- Ulsnis
- Wagersrott
- Wohlde

Das Gericht ist außerdem als Zentrales Mahngericht für ganz Schleswig-Holstein zuständig. Seit dem 1. Januar 2013 ist es auch Zentrales Vollstreckungsgericht für das Land Schleswig-Holstein.

## Gebäude

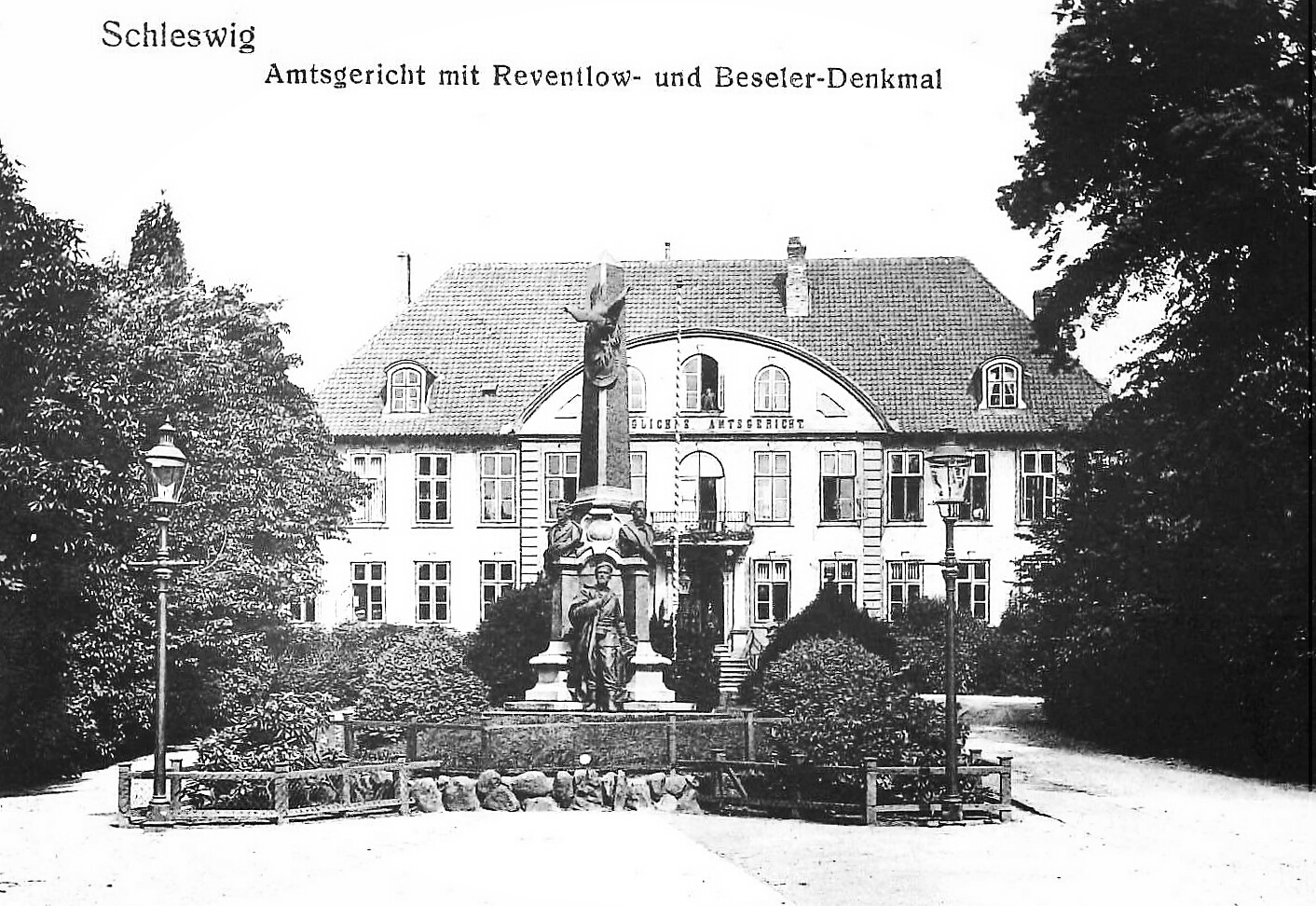
Amtsgericht Schleswig und Reventlow-Beseler-Denkmal (etwa 1910)

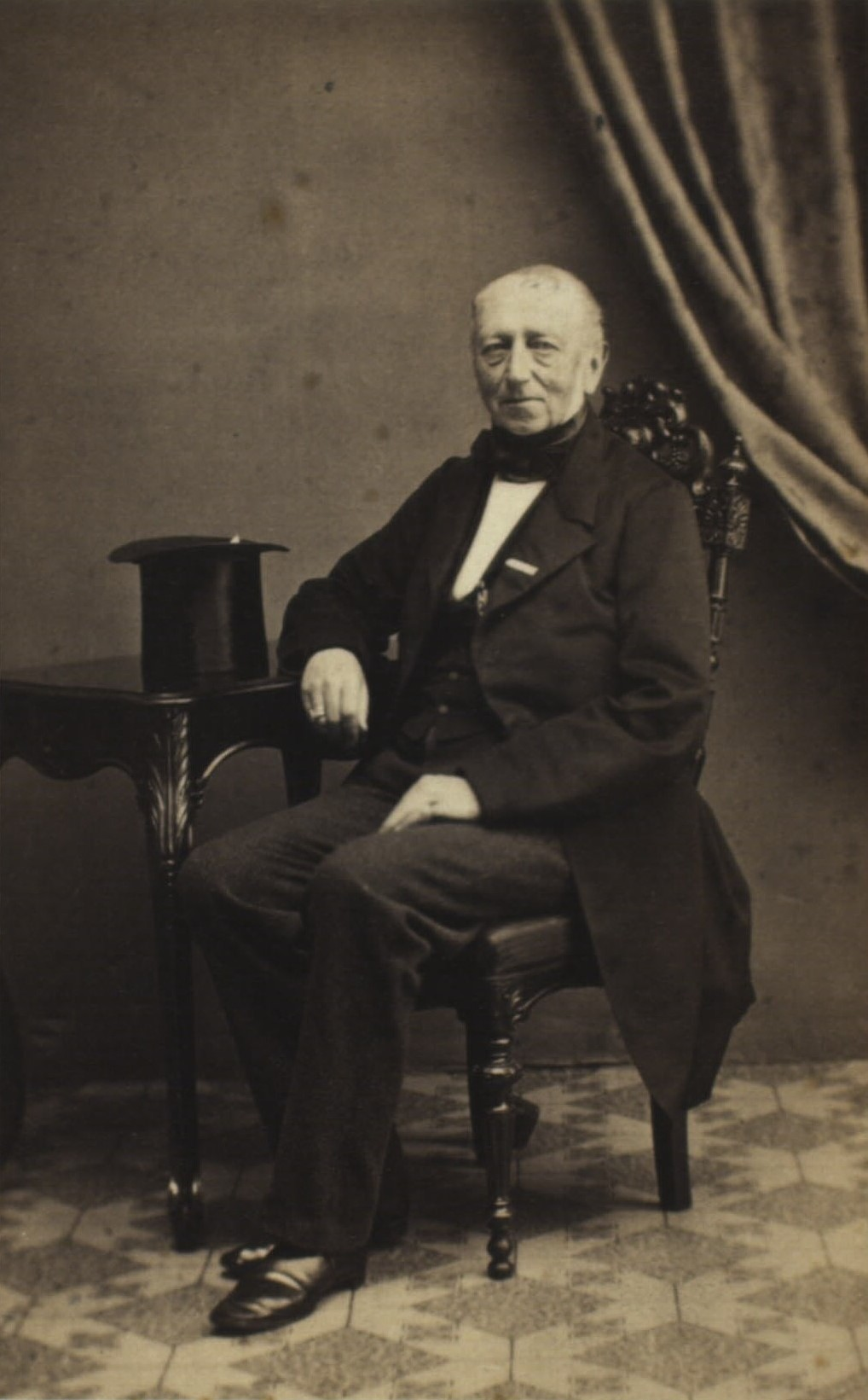
Ludwig Nicolaus v. Scheele

Das Amtsgericht hat seinen Sitz im Heespenhof auf dem Lollfuß in Schleswig. Der Heespenhof ist ein denkmalgeschütztes Palais, das 1754 für den Conferenzrat Christian Friedrich von Heespen (* 1717 in Lübeck; † 1776 in Schleswig) als Wohnhaus erbaut wurde. Heespen gehörten als landwirtschaftlicher Grundbesitz die Güter Hemmelmark und Deutsch-Nienhof. Das mit großem Aufwand hergestellte Treppenhaus und die Ausstattung mit Stuckaturen erinnert an die Zeiten der Hofhaltung in der Gottorfer Residenz.
In den ersten Jahrzehnten des 19. Jahrhunderts wurde der dänische Außenminister Ludwig Nicolaus von Scheele Eigentümer des Palais. Aus dieser Zeit wird das Haus auch das Scheelesche Palais genannt. Scheele war ein Verfechter der Interessen des Dänischen Gesamtstaats. Bei der Schleswig-Holsteinischen Erhebung 1848 musste er aus Schleswig flüchten. Nach der Schlacht von Idstedt 1850 während des Ersten Schleswigschen Krieges hatte der dänische  Generalleutnant Christopher von Krogh hier sein Hauptquartier. Nach dem Deutsch-Dänischen Krieg 1864 übernahmen die Preußen das Gebäude und richteten darin das Amtsgericht ein. Zwischen 1867 und der Reichsjustizreform 1879 beherbergte es das Kreisgericht Schleswig.

## Übergeordnete Gerichte
Dem Amtsgericht Schleswig unmittelbar übergeordnet ist das Landgericht Flensburg. Dieses gehört zum Bezirk des Schleswig-Holsteinischen Oberlandesgerichts in Schleswig.